# Metazentrum
Das Metazentrum eines schwimmenden Körpers, z. B. eines Schiffes, ist für die Stabilität der Schwimmlage des Schiffes wichtig. Wird die Schwimmlage durch eine äußere Kraft gestört, so stellt sich die alte Schwimmlage nach Ende der Störung wieder ein, wenn das Metazentrum oberhalb des Massenschwerpunkts liegt. Das Schiff bewegt sich in etwa wie eine Wiege, die auf dem Umfang eines Kreises abrollt. Der Kreismittelpunkt entspricht dabei dem Metazentrum.

## Definition

Schwerpunkt (G), Formschwerpunkt (Auftriebspunkt) (B), und Metazentrum (M).

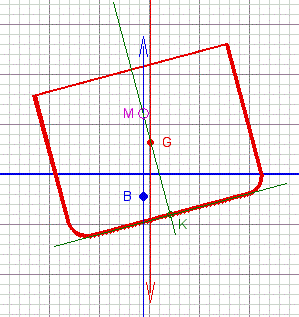
Rumpfquerschnitt eines gekrängten Frachters mit Formschwerpunkt

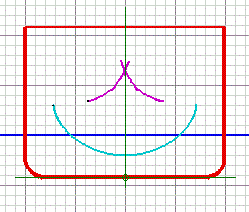
Rumpfquerschnitt des Frachters mit den Ortskurven des Formschwerpunktes und des wahren Metazentrums

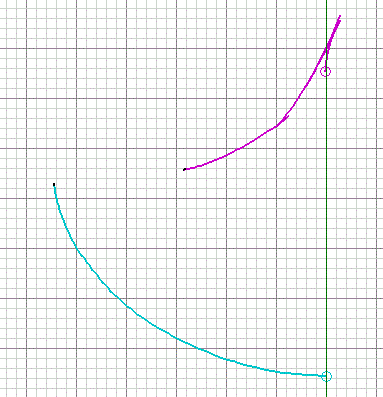
Vergrößerung der Ortskurven von B und M für Krängungswinkel von 0° bis 85° mit Markierung der Anfangspunkte.

Das Metazentrum eines Schiffs oder allgemein eines schwimmenden Körpers ist der Schnittpunkt der Auftriebsvektoren, d. h. der senkrecht nach oben wirksame Kraft des verdrängten Wassers, die zu zwei benachbarten Winkellagen des Schiffskörpers gehören, z. B. bei Krängung oder beim Stampfen. Es gibt also zu jeder Drehachse und jeder Winkellage ein Metazentrum. Von Bedeutung sind das Breitenmetazentrum M oder MB für Drehungen um die Längsachse und das Längenmetazentrum ML für Drehungen um die Querachse ML, die deshalb auch mit einem besonderen Namen versehen sind. Das Schiff wird im Allgemeinen aufrecht schwimmend angenommen.

## Differenzierung in der Nautik
In der Nautik dominiert das Breitenmetazentrum, weil es für ein Schiff oder ein Boot eine typische Gefahr ist, über die Längsseite zu kentern, während ein Kentern über den Bug oder das Heck sehr selten ist. In der aufrechten Ruhelage des Schiffes liegt das Breitenmetazentrum in der Mittschiffsebene (das ist die Spiegelebene für die rechte und linke Schiffsseite). Das oben definierte Metazentrum entfernt sich jedoch mit wachsendem Krängungswinkel aus der Mittschiffsebene, was für seine Nutzung in der Schiffsführungspraxis sehr nachteilig ist. Aus diesem Grund erhält es die Bezeichnung wahres Metazentrum, wird aber in der Praxis beiseitegelassen. Sein Gegenstück, korrekt scheinbares Metazentrum genannt, ist der Punkt, in dem der Auftriebsvektor die Mittschiffsebene schneidet. Dieses scheinbare Metazentrum ist die praktikable Größe, deren Lage zum Massenschwerpunkt G eine unmittelbare Aussage über die Stabilität des Schiffes bei gegebener Krängung erlaubt. Darum wird das „scheinbar“ in der Regel weggelassen, wie auch der Hinweis darauf, dass es sich um das Breiten-Metazentrum handelt. In der Ruhelage des Schiffes stimmen der Ort des wahren und des scheinbaren Metazentrums überein, dieser Punkt wird Anfangsmetazentrum genannt. Bei kleinen Krängungswinkeln (bis etwa 2° oder 5°) weichen bei Booten oder Schiffen mit herkömmlichen Rumpfformen das wahre und das scheinbare Metazentrum nur wenig vom Anfangsmetazentrum ab.
Die obere Abbildung zeigt einen Querschnitt durch den Rumpf eines Frachters, der um 15° gekrängt im Wasser liegt. Die waagrechte, blaue Linie zeigt die Lage der Wasseroberfläche (Wasserlinie). Markiert sind die Punkte K (Kiel), B (Formschwerpunkt), G (Massenschwerpunkt) und M (scheinbares Metazentrum). Es sind ebenfalls die Kraftlinien durch G (Gewichtskraft) und durch B (Auftriebskraft) dargestellt und die Richtung der Kräfte.
Die mittlere Abbildung zeigt den gleichen Querschnitt in aufrechter Schwimmlage. Im Rumpf ist unten eine blaugrüne Kurve zu sehen, die anzeigt, welche Kurve der Formschwerpunkt beschreibt, wenn sich der Krängungswinkel von −85° über 0° nach +85° verändert (Ortskurve). Darüber liegt die violette Kurve, die für den gleichen Winkelbereich die Orte des wahren Metazentrums anzeigt. Man sieht deutlich, dass das wahre Metazentrum mit wachsender Krängung weit aus der Mittschiffsebene (grüne Senkrechte in der Mitte) heraustritt.
Die untere Abbildung zeigt eine Vergrößerung der Ortskurven von B und M, in der deutlicher zu sehen ist, dass die Ortskurve von M einen gebrochenen Verlauf hat, mit Richtungsänderungen von nahezu 180°. (Das ist durchaus typisch und hängt von der Änderung der Krümmung der Ortskurve von B ab.) Der dargestellte Krängungswinkelbereich geht von 0° bis 85°, die grüne Senkrechte ist die Mittschiffsebene. Mit einem kleinen Kreis sind die jeweiligen Ausgangspositionen markiert: violett das Anfangsmetazentrum, blaugrün der dazugehörige Formschwerpunkt in der Ruhelage.

## Berechnung
Die Höhe des Metazentrums über dem Kiel K ergibt sich durch die Addition der Strecke Kiel – Formschwerpunkt B und des kleinsten Flächenträgheitsmoments der Wasserlinienfläche, dividiert durch das verdrängte Volumen:
{\displaystyle {\overline {KM}}={\frac {I_{x}}{V}}+{\overline {KB}}}
Beispiele:
1. Ein Ponton mit der Länge {\displaystyle L} und der Breite {\displaystyle B} hat den Tiefgang {\displaystyle T}. Das Volumen ist
  {\displaystyle V=L\cdot B\cdot T},
das Flächenträgheitsmoment um die Längsachse ist
  {\displaystyle I_{x}={\frac {L\cdot B^{3}}{12}}},
der Formschwerpunkt liegt auf
  {\displaystyle B_{y}={\frac {T}{2}}}.
Somit ist die Strecke
  {\displaystyle {\overline {KM}}={\frac {T}{2}}+{\frac {B^{2}}{12\cdot T}}}
2. Ein Kreiszylinder mit dem Radius {\displaystyle R} schwimmt mit horizontaler Achse. Eine Rechnung ist hier nicht erforderlich, da der Auftriebsvektor unabhängig von Krängung und Tiefgang durch den Kreismittelpunkt geht. Somit ist {\displaystyle {\overline {KM}}=R}.

## Metazentrische Höhe
Die Strecke vom Massenschwerpunkt G bis zum Metazentrum M heißt metazentrische Höhe GM. Der Massenschwerpunkt G eines schwimmenden Körpers befindet sich senkrecht unterhalb des Metazentrums unter der Voraussetzung, dass keine äußeren Kräfte oder Momente auf den Körper einwirken. Das heißt: der Körper bewegt sich solange, bis diese Bedingung erfüllt ist. Die metazentrische Höhe ist für die Beurteilung der Stabilität bei kleinen Krängungswinkeln bedeutsam. Sie lässt sich durch einen Krängungsversuch ermitteln, so dass man die Lage des Massenschwerpunkts bestimmen kann. Eine Abschätzung der metazentrischen Höhe lässt sich auch aus der Rollperiode gewinnen (Rollversuch).

## Hebelarmkurve
Für die Beurteilung der Stabilität eines Schiffes ist die Kenntnis der metazentrischen Höhe im Allgemeinen nicht ausreichend. Vielmehr ist der gesamte Verlauf des aufrichtenden Moments über den Krängungswinkel wichtig. Um einen von der Schiffsgröße unabhängigen Wert zu erhalten, dividiert man das aufrichtende Moment durch das Schiffsgewicht und erhält so den aufrichtenden Hebel. Er ist gleich dem Abstand des Massenschwerpunkts vom Auftriebsvektor. Die metazentrische Höhe GM ist gleich der Steigung der Tangente an die Kurve im Nullpunkt.

## Zitat
Aus der Richtlinie 2002/35/EG über Sicherheitsregelung für Fischereifahrzeuge von 24 Meter Länge und mehr, Abschnitt: Stabilität und Seetüchtigkeit:
Die metazentrische Anfangshöhe GM darf 350 Millimeter bei Eindeckfahrzeugen nicht unterschreiten. Bei Fahrzeugen mit vollständigem Aufbau kann die metazentrische Höhe mit Genehmigung der Verwaltung herabgesetzt werden; sie darf jedoch keinesfalls 150 Millimeter unterschreiten.